# Buenos Aires
Buenos Aires (špa. izgovor [ˈbwenoˈsaiɾes], hrv. Dobar zrak, službeno Ciudad de Buenos Aires, skraćeno BsAs ili Ciudad Autónoma de Buenos Aires, skraćeno CABA) glavni je grad Argentine, a ujedno i njezin najveći grad i luka te političko, gospodarsko i kulturno središte zemlje. Druga najveća metropolitanska zona u Južnoj Americi nakon São Paula, smješten na južnoj obali La Plate, na jugozapadu kontinenta, grad Buenos Aires nije dio, niti je glavni grad pokrajine Buenos Aires, već autonomni federalni distrikt. Veliki Buenos Aires (Gran Buenos Aires, GBA) četvrta je najveća konurbacija u Latinskoj Americi, s oko 13 milijuna stanovnika. Smatra se najbogatijim gradom Južne Amerike i južne hemisfere i "Alfa svjetskim gradom" prema popisu istraživačke grupe GaWC, sveučilišta u Loughboroughu (UK) iz 2008.
Nakon unutrašnjih sukoba u 19. stoljeću, Buenos Aires je 1880. izdvojen iz provincije Buenos Aires. Granice grada proširene su radi priključenja bivših gradova Belgrano i Flores, koji su sada četvrti Buenos Airesa. U Skladu s ustavnim reformama iz 1994., grad je postao autonomno područje, te službeni naziv glasi Autonomni grad Buenos Aires (Ciudad Autónoma de Buenos Aires).
Ubraja se među najljepše gradove svijeta s arhitekturom koja kombinira utjecaje Madrida, Pariza i Barcelone (neobarok, eklekticizam,  francuski neoklasicizam, Art Nouveau) s geometrijski zacrtanim planom ulica i trgova ukrašenim spomenicima, te prostranim zelenim površinama.

## Etimologija
Grad je nazvan po svetištu Nostra Signora di Bonaria (špa. Nuestra Señora del Buen Aire) u Cagliariju na Sardiniji. Svetište, prvi primjer gotičko-katalonske arhitekture na Sardiniji, uzdiže se na brdu Colle di Bonaria, (tada nazivanom Bonarye, - "dobar zrak") gdje je kralj Alfons IV. Aragonski izgradio utvđeni dvorac.
Kada su 1324. Aragonci osvojili Cagliari, svoje glavno sjedište postavili su na brdu iznad grada. Brdo je bilo poznato kao Buen Ayre ("Bonaria" na lokalnom jeziku), jer je bilo pošteđeno neugodnog mirisa iz starog grada. Za vrijeme opsade Cagliarija, Aragonci su na brdu izgradili svetište Svete Marije. 1335., kralj Alfons IV od Aragone, poklonio je crkvu redu Mercedarijevaca, koji su izgradili opatiju koja postoji i danas. Španjolski pomorci, posebno iz Andaluzije, poštovali su kip Svete Marije koji je izvučen iz mora i postavljen u svetilištu nakon što je navodno pomogao smiriti nevrijeme u Sredozemlju.
1536., španjolski pomorac Pedro de Mendoza utemeljio je utvrdu i luku u današnjoj četvrti San Telmo, i nazvao ih Santa María del Buen Aire. Naziv je odabrao kapelan ekspedicije, posvećenik Djevice s Bonarie. Mendozino naselje ubrzo je napadnuto od urođenika, te je napušteno 1541. Juan de Garay, koji je utvrđenje obnovio 1580., sačuvao je izvorno ime, nazvavši ga Ciudad de la Santísima Trinidad y Puerto de Santa María del Buen Aire. Kraći naziv "Buenos Aires" postao je uobičajen tijekom 17. stoljeća. Biskupija je osnovana 1620. godine.
Građani Buenos Airesa nazivaju se "portenos" ("ljudi iz luke"), što ističe važnost luke u razvoju grada i nacije. Od federalizacije grada 1880., Buenos Aires uključuje i bivše gradove Belgrano i Flores, te je odvojen od provincije Buenos Aires. Građani provincije nazivaju se "bonaerenses".
Od reforme ustava 1994., službeni naziv grada glasi Ciudad Autónoma de Buenos Aires (Autonomni grad Buenos Aires). Prije promjene naziva bio je često rabljen i naziv Capital Federal (Savezni glavni grad). Ponekad se rabe i kratice Bs. As. i Baires, prva u pisanim tekstovima a druga u svakodnevnom govoru. Od nadimaka ističu se La Reina del Plata ("Kraljica Plate") radi svoje pozicije u estuariju La Plate i također kao najveći grad u području, i "Pariz juga", što je aluzija na europski utjecaj.

## Povijest

### Prvo naselje
Pomorac Juan Díaz de Solís, ploveći u ime Španjolske, bio je 1516. prvi Europljanin koji je dosegao Río de la Plata, ali njegova ekspedicija bila je prekinuta kada je ubijen u napadu plemena Charrúa u današnjem Urugvaju.
Grad je prvi puta ustanovila kao Ciudad de Nuestra Senora Santa María del Buen Ayre, 2. veljače 1536. (prema nekim izvorima 3. veljače 1536.) španjolska ekspedicija koju je predvodio Pedro de Mendoza. Grad, koji je osnovao Mendoza vjerojatno je bio lociran u današnjoj četvrti San Telmo, južno od centra grada. Navodno, osnivačima nije bio cilj ustanoviti grad već samo stratešku utvrdu radi obrane regije.
Napadi domorodačkih naroda, ali i nedostaci hrane, bolesti i unutrašnji sukobi primorali su naseljenike na povlačenje, te je naselje 1541. napušteno, a stanovništvo preseljeno u Asunción. Drugo (i trajno) naselje osnovao je 1580. Juan de Garay, koji je stigao plovidbom niz rijeku Paraná iz Asuncióna (danas glavni grad Paragvaja). Naselje je nazvao "Santísima Trinidad" a luku "Puerto de Santa María de los Buenos Aires."

### Kolonijalna povijest
Tijekom prva dva stoljeća nakon ponovnog osnivanja grada, Buenos Aires egzistirao je u vrlo skromnim uvjetima, te je od svojih najranijih dana, ovisio o trgovini. Većinu 17. i 18. stoljeća, Španjolci su radi skupljanja poreza, svu trgovinu s Europom usmjeravali kroz Limu, što je znatno frustriralo trgovce u Buenos Airesu i razvilo industriju krijumčarenja. Ta situacija usadila je duboku mržnju portenosa prema španjolskim vlastima.
Kao odgovor na takvo raspoloženje, španjolski kralj Karlo III. postepeno je ublažavao trgovačke restrikcije do konačnog proglašavanja Buenos Airesa otvorenom lukom kasnog 18. stoljeća. Utjecaj grada porastao je radi svoje zemljopisne pozicije, koja je Buenos Aires činila polaznim odredištem za veliku regiju u unutrašnjosti. Osvajanje Porto Bella u Panami od strane Britanaca, stvorilo je potrebu za razvijanjem trgovine preko atlantske rute. 1776., kao mjera protiv krijumčarenja i radi aktivnosti Portugala i Britanije u području, osnovano je Potkraljevstvo Rio de la Plata, s Buenos Airesom kao glavnim gradom. Od tada se Buenos Aires počinje razvijati, postaje važno trgovačko središte. Prosperitet je donio i liberalne ideje, te su portenosi, neki od njih upućeni u ideologiju Francuske revolucije, postajali sve više uvjereni u neophodnost nezavisnosti od Španjolske.

### Nezavisnost
Za vrijeme britanskih invazija La Plate, Buenos Aires je napadnut 1806. i 1807., ali oba ih je puta odbila lokalna milicija. Konačno, 25. svibnja 1810. dok je Španjolska bila zauzeta ratom za neovisnost i nakon tjedna većinom mirnih prosvjeda, kreolski građani Buenos Airesa uspješno su zbacili španjolskog potkralja i uspostavili privremenu vladu, (Svibanjska revolucija) dok je 1816. službeno proglašena nezavisnost Ujedinjenih provincija Južne Amerike, kasnije Ujedinjenih provincija Río de la Plate, koje su se 1830. razdvojile na Argentinu i Urugvaj, a sjeverni su dijelovi su pripali Boliviji.
Povijesno, Buenos Aires je bio glavni argentinski centar liberalizma i ideja o slobodnom tržištu, dok su mnoge provincije, posebno na sjeverozapadu, zagovarale konzervativniji katolički pristup političkim i društvenim pitanjima. Većina unutarnjih tenzija u argentinskoj povijesti, započevši s centralističko-federalističkim konfliktima 19. stoljeća, može se pripisati tim suprotstavljenim pogledima. Ubrzo nakon revolucije 25. svibnja, Buenos Aires poslao je vojne izaslanike u provincije s namjerom stjecanja njihovog priznanja. Mnoge od tih misija završile su nasilnim sukobima, što je pojačalo tenzije između glavnog grada i provincija.
U 19. stoljeću grad je dvaput bio u pomorskoj blokadi; Od strane Francuza između 1838. i 1840., i kasnije od zajedničke anglo-francuske ekspedicije od 1845. do 1848. Obje blokade nisu uspjele prisliti grad na potčinjenost, te su strane sile odustale od svojih zahtjeva.

### Suvremena povijest
Većinu 19. stoljeća politički status grada bio je osjetljiva tema. Već je bio glavni grad Provincije Buenos Aires, te je između 1853. i 1860. bio i glavnim gradom odcijepljene Države Buenos Aires. Predmet je više puta bio uzrok sukoba na bojnim poljima do 1880., kada je stvar izglađena federalizacijom grada, a grad postao sjedištem vlade s gradonačelnikom kojega postavlja predsjednik. Casa Rosada, postala je sjedištem predsjednika Argentine. Kao dodatak bogatstvu kojeg je stvarala plodna pampa, izgradnja željeznica u drugoj polovici 19. stoljeća povećala je ekonomsku moć Buenos Airesa. Od kraja 19. stoljeća do prvog svjetskog rata Buenos Aires doživljava svoj najveći razvoj, te postaje multikulturalnim gradom koji se uspoređivao s najznačajnijim svjetskim prijestolnicama. U to doba su izgrađene glavne gradske avenije i tada najviše zgrade u Južnoj Americi,
prvi sustav podzemne željeznice (1913.), Palača Nacionalnog Kongresa, predsjednička palača Casa Rosada, nova luka i kazalište Teatro Colón, koji je postao jedna od vrhunskih svjetskih opernih institucija.
Do 1920-ih Buenos Aires bio je omiljena destinacija imigranata iz Europe, posebno iz Španjolske i Italije, kao i iz argentinskih provincija i susjednih zemalja. Divlja naselja (villas miseria) počela su rasti u okolici gradskih industrijskih zona, što je dovelo do značajnih socijalnih problema u oštrom kontrastu s imidžom Argentine kao bogate zemlje. Drugi nagli razvoj izgradnje od 1945. do 1980., promijenio je izgled centra i većine grada. Također, Buenos Aires je bio kolijevka Peronizma, političkog pokreta nazvanog po argentinskom predsjedniku Juanu Perónu. Tvornički radnici iz industrijskih zona velikog Buenos Airesa bili su glavna podrška peronizmu, te je Plaza de Mayo postala mjesto demonstracija i mnogih političkih skupova. 16. lipnja 1955., odvojena frakcija ratne mornarice bombardirala je područje oko Plaza de Mayo, s 364 poginulih među civilima. To je bio jedini put da je grad napadnut iz zraka, te je događaj pratio vojni ustanak koji je tri mjeseca kasnije zbacio predsjednika Peróna  (Revolución Libertadora).
1970-ih, grad je bio pozornica borbi između lijevih revolucionarnih pokreta (Montoneros, E.R.P. i F.A.R.) i desne paravojne grupe Alianza Anticomunista Argentina (AAA), podržavane od Isabel Perón, koja je postala predsjednica Argentine nakon smrti Juana Peróna 1974.
Vojni udar 1976., kojeg je predvodio general Jorge Rafael Videla, samo je pojačao taj konflikt; posljedica Prljavog rata koji je slijedio bilo je 30 000 otetih i ubijenih građana za vrijeme vojne hunte (desaparecidos).
Diktatura, službeno nazvana  Proceso de Reorganización Nacional (Plan nacionalne reorganizacije) također je započela planove za izgradnju mreže autocesta s namjerom ublažavanja akutnih gradskih gužvi. Premda je plan predviđao osam autocesta, izgrađene su samo tri, što je često zahtijevalo rušenje stambenih zona radi nametljivo podignutih cesta koje do danas nagrđuju nekada ugodne četvrti.
Nakon povratak demokracije ranih 1980-ih, za vrijeme mandata predsjednika Raoula Alfonsina kongresu je preložen projekt preseljenja glavnog grada Argentine iz Buenos Airesa u gradove Viedma, Carmen de Patagones i Guardia Mitre. Izglasan u zastupničkom domu, prijedlog nije prošao u senatu.
17. ožujka 1992., eksplodirala je bomba u izraelskom veleposlanstvu, s 29 poginulih i 242 ozlijeđena. Još jedna eksplozija, 18. srpnja 1994. uništila je zgradu u kojoj je prostore imalo nekoliko židovskih organizacija, ubivši 85 ljudi s mnogo više ozlijeđenih.
Nakon dogovora 1993. (Pacto de Olivos), ustav Argentine dopunjen je amandmanom koji Buenos Airesu daje autonomiju i ukida pravo predsjednika republike da postavlja gradonačelnika (kao što je bio slučaj od 1880.). 30. lipnja 1996., nakon reforme argentinskog ustava, u gradu su provedeni prvi izbori za gradonačelnika prema novim zakonskim odredbama, s naslovom gradonačelnika službeno promijenjenim u "šef vlade". Pobjednik je bio Fernando de la Rúa, koji će 1999. postati predsjednik Argentine. Nasljednik De la Rúe, Aníbal Ibarra, pobijedio je na izborima za gradonačelnika u dva navrata, ali bio je smijenjen 2006. Jorge Telerman, koji je bio vršitelj dužnosti gradonačelnika, postavljen je za gradonačelnika do izbora 2007., kada je nakon drugog kruga Mauricio Macri pobijedio Daniela Filmusa, te preuzeo dužnost 9. prosinca 2007.

## Zemljopis
Buenos Aires leži na južnim obalama estuarija Río de la Plata, te granice samoga grada određuju na istoku i sjeveroistoku Río de la Plata, na jugu i jugoistoku rijeka Riachuelo, i sjeverozapadu, zapadu i jugozapadu Avenija General Paz. U zaleđu grada prostrane su ravnice u kojima su razvijeni poljoprivreda i stočarstvo.
Grad leži na nekadašnjoj pampi, osim nekih područja kao Ekološki rezervat Buenos Airesa (Reserva Ecológica de Buenos Aires), sportski grad nogometnog kluba Boca Juniors, aerodrom Jorge Newbery, četvrt Puerto Madero i sama glavna luka, koja su izgrađena na isušenim zemljištima duž obale Ria de la Plate.
Regija je nekada bila presječena s više riječnih rukavaca i laguna, od kojih su neki ponovo ispunjeni, a drugi usmjereni u cijevi. Među naznačajnijim rukavima su Maldonado, Vega, Medrano, Cildanez i White. 1908. mnogi su rukavci kanalizirani i izravnani, jer su poplave stvarale štetu gradskoj infrastrukturi. Počevši od 1919., većina rukavaca je zatvorena. Maldonado je zatvoren u cijevi 1954., te trenutno teče ispod avenije Juan B. Justo.

### Klima
Vidi još: Klima Argentine
Grad ima vlažnu suptropsku klimu ("Cfa" prema Köppenovoj klasifikaciji). Prosječna godišnja temperatura je 17,6 °C, dok je prosječna godišnja količina padalina 1147 mm. Kiša se može očekivati u bilo koje doba godine. Nevremena s tučom također nisu neuobičajena.
Buenos Aires ima povoljniju klimu nego ostatak Argentine, najniža ikada zabilježena temperatura u središnjem Buenos Airesu (Observatorio Central de Buenos Aires) bila je -5,4 °C, 9. srpnja 1918., dok je najviša bila 43,3 °C, 29. siječnja 1957. Posljednji put snijeg je padao 9. srpnja 2007., kada je utjecaj velikog vala hladnoće doveo do najgore zime u Argentini u posljednjih 30 godina. Tadašnje snježno nevrijeme bilo je prvi jači snijeg u gradu nakon 1918.
| Klimatološki srednjaci za Buenos Aires             | Klimatološki srednjaci za Buenos Aires | Klimatološki srednjaci za Buenos Aires | Klimatološki srednjaci za Buenos Aires | Klimatološki srednjaci za Buenos Aires | Klimatološki srednjaci za Buenos Aires | Klimatološki srednjaci za Buenos Aires | Klimatološki srednjaci za Buenos Aires | Klimatološki srednjaci za Buenos Aires | Klimatološki srednjaci za Buenos Aires | Klimatološki srednjaci za Buenos Aires | Klimatološki srednjaci za Buenos Aires | Klimatološki srednjaci za Buenos Aires | Klimatološki srednjaci za Buenos Aires |
| mjesec                                             | sij                                    | velj                                   | ožu                                    | tra                                    | svi                                    | lip                                    | srp                                    | kol                                    | ruj                                    | lis                                    | stu                                    | pro                                    | godina                                 |
| -------------------------------------------------- | -------------------------------------- | -------------------------------------- | -------------------------------------- | -------------------------------------- | -------------------------------------- | -------------------------------------- | -------------------------------------- | -------------------------------------- | -------------------------------------- | -------------------------------------- | -------------------------------------- | -------------------------------------- | -------------------------------------- |
| srednji maksimum, °C                               | 30,4                                   | 28,7                                   | 26,4                                   | 22,7                                   | 19,0                                   | 15,6                                   | 14,9                                   | 17,3                                   | 18,9                                   | 22,5                                   | 25,3                                   | 28,1                                   | 22,4                                   |
| srednja dnevna temperatura, °C                     | 25,4                                   | 24                                     | 21,7                                   | 18,2                                   | 14,6                                   | 11,6                                   | 11,1                                   | 13,1                                   | 14,4                                   | 17,7                                   | 20,6                                   | 23,2                                   | 17,9                                   |
| srednji minimum, °C                                | 20,4                                   | 19,4                                   | 17,0                                   | 13,7                                   | 10,3                                   | 7,6                                    | 7,4                                    | 8,9                                    | 9,9                                    | 13,0                                   | 15,9                                   | 18,4                                   | 13,5                                   |
| oborine, mm                                        | 119                                    | 118                                    | 134                                    | 97                                     | 74                                     | 63                                     | 66                                     | 70                                     | 73                                     | 119                                    | 109                                    | 105                                    | 1147                                   |
| Izvor: Svjetska meteorološka organizacija, 11/2006 |                                        |                                        |                                        |                                        |                                        |                                        |                                        |                                        |                                        |                                        |                                        |                                        |                                        |

## Gradski pejzaž

### Arhitektura
Na arhitekturu Buenos Airesa utječu razni stilovi iz mnogih nacionalnih kultura imigranata, što stvara naglašeni eklekticizam kroz više izraza; od akademizma ili Art Decoa, preko Art Nouveau, neogotike, neobaroka, do suvremenih staklenih nebodera, ili autohtonih stilova kao raznobojna četvrt Boca, što stvara jedinstvenu i vrlo individualiziranu, najčešće bogato ornamentiziranu arhitekturu s elementima koji podsjećaju na više metropola; u prvom redu na Barcelonu, Pariz i Madrid.
Talijanski i francuski utjecaji pojačali su se nakon argentinske deklaracije nezavisnosti početkom 19. stoljeća, premda je akademski stil opstao do prvih desetljeća 20. stoljeća. Europski utjecaji odražavaju se u više zgrada u Buenos Airesu kao Iglesia Santa Felicitas Ernesta Bungea; ili Palača pravde, Nacionalni kongres i Teatro Colón, radovi Vittoria Meana.
Arhitektura druge polovice 20. stoljeća nastavila je s reprodukcijama francuskih neoklasičnih modela, kao sjedište Banco de la Nacion Argentina, rad Alejandra Bustilla, i Museo Hispanoamericano de Buenos Aires Martína Noela.
Međutim, od 1930-ih utjecaj Le Corbusiera i europskog racionalizma konsolidirao je grupu mladih arhitekata s Univeziteta Tucumán, među kojima se ističe Amancio Williams. Izgradnja nebodera u Buenos Airesu napredovala je do 1950-ih, sa zgradom Kavanaugh kao istaknutim primjerom. Novije suvremene visoko-tehnološke zgrade argentinskih arhitekata s prelaza iz 20. u 21. stoljeće uključuju Le Parc Tower Marija Álvareza, Torre Fortabat Sáncheza Elíe i Repsol-YPF Tower Césara Pellija.

### Četvrti
Grad je iz administrativnih razloga podijeljen na 48 barija, ili četvrti. Podjela se izvorno temeljila na katoličkim župama, ali je od 1940-ih prošla kroz niz promjena. Novija shema podijelila je grad na 15 općina (comunas). Važnije četvrti uključuju:
- Belgrano (Comuna C13), nazvan po Manuelu Belgranu, političaru i vojskovođi koji je kreirao argentinsku zastavu. Četvrt srednje-više klase, sa starijim zgradama anglo-saksonske arhitekture i suvremenim stambenim neboderima. Glavna je ulica Avenida Cabildo, oko koje se koncentriraju trgovine, kinematografi, knjižare i stambene zone. U Belgranu se nalaze i privatno sveučilište Universidad de Belgrano,[15] Kineska četvrt, park Barrancas de Belgrano, muzeji Larreta[16] (španjolska umjetnost) i Sarmiento[17] (povijest) i stadion El Monumental, dom nogometnog tima River Plate.
- La Boca, (Comuna C4), nazvana po ušću rijeke Riachuelo ("boca" - ušće na španjolskom) ili po genoveškoj četvrti Boccadasse, od prvih naseljenika većinom iz tog grada. Stara lučka četvrt poznata po raznobojnim kućama i pješačkoj ulici Caminito, koja privlači turiste uličnim plesačima tanga i prodavačima suvenira. Osim više tango klubova i talijanskih taverni, u La Boci se nalazi i stadion La Bombonera (službeno Estadio Alberto J. Armando) nogometnog kluba Boca Juniors.
- Palermo (Comuna C14), nazvan je po opatiji "San Benito de Palermo", ili prema alternativnoj teoriji, po imigrantu Juanu Domingu Palermu, koji je ubrzo nakon osnivanja Buenos Airesa, navodno u toj zoni kupio zemlju. Smješten na sjeveroistoku grada. Kao najveći barrio u Buenos Airesu, dijeli se na nekoliko jasno definiranih potčetvrti: Alto Palermo i Villa Freud, središnji dio kvarta, trgovački i prometni centar oko avenije Santa Fe, Palermo Viejo (stari Palermo) najstariji dio kvarta oko trga Plaza Palermo Viejo, Palermo Soho, mondena četvrt oko trga Plaza Serrano, poznata po uličnoj i alternativnoj kulturi, Palermo Chico i Barrio Parque. U "Palermo Chico" ("mali" ili "ekskluzivni" Palermo), nalazi se Nacionalni muzej dekorativnih umjetnosti (Museo Nacional de Arte Decorativo),[18] dok je susjedni "Barrio Parque" isključivo stambena zona s raskošnim kućama i parkovima. Muzej latinsko američke umjetnosti (MALBA)[19] lociran je između "Barrio Parque" i trgovačkog centra Paseo Alcorta. Las Cañitas, poznat je po Polo terenima Campo Argentino de Polo.
- Puerto Madero (Comuna C1), najnovija gradska četvrt, izgrađena na mjestu bivše luke nazvane po poduzetniku Eduardu Maderu koji ju je izgradio krajem 19. stoljeća. Već početkom 20. stoljeća pojava većih brodova Puerto Madero učinila je neadkevatnom lukom, te se sav promet seli u "Puerto Nuevo" (nova luka). Unatoč više pokušaja obnove, napušteni Madero propada do 1989. kada započinje proces obnove.[20] U samo 10 godina doživio je potpunu transformaciju od najzapuštenijeg, do najekskluzivnijeg i najsuvremnijeg kvarta u gradu, sa stambenim zonama, uredima, privatnim univerzitetima i luksuznim hotelima. Čuveni arhitekti kao Santiago Calatrava, Norman Foster, César Pelli i Phillippe Starck, ostvarili su projekte u Puertu Maderu, koji se danas smatra jednim od najuspješnijih projekata obnove u svijetu.
- Recoleta (Comuna C2), nazvana po samostanu Convento de los Recoletos Descalzos, nalazi se na sjeveroistoku grada. Većinom elitna stambena četvrt, poznata po mnogim spomenicima i francusko-pariškoj arhitekturi mnogih palača i vila, posebno na Avenida Alvear. Ističe se i kao trgovačka četvrt s hotelima i noćnim životom. U četvrti se nalazi i više kulturnih institucija; Nacionalni muzej lijepih umjetnosti (Museo Nacional de Bellas Artes MNBA),[21] Nacionalna Biblioteka (Biblioteca Nacional de la República Argentina), kulturni centar Recoleta (Centro Cultural Recoleta),[22] pravni, medicinski, odontološki i farmaceutsko-biokemijski fakulteti univerziteta u Buenos Airesu. Kvart je poznat i po čuvenom groblju La Recoleta.
- Retiro (Comuna C1), nazvan po rezidenciji El Retiro, nekada lociranoj na današnjem trgu Plaza San Martín, jedno je od najvećih prometnih čvorišta u Argentini, sa željezničkom stanicom Estación Retiro i autobusnim terminalom Terminal de Omnibus. Glavne ulice su Avenida del Libertador, Santa Fe i Florida, te trg Plaza San Martín okružen velikim palačama i hotelima. Među znamenitostima ističu se Torre de los Ingleses (engleski toranj), neboder Kavanagh, palače Paz i San Martín, i neboderi Pirelli i Olivetti.
- San Telmo (Comuna C1), nazvana po crkvi San Pedro Telmo, jedna je od najstarijih četvrti u Buenos Airesu s dobro očuvanom kolonijalnom arhitekturom 19. stoljeća. Boemski kvart umjetničkog šarma koji gravitira oko trga Plaza Dorrego. U San Telmu nalaze se i park Lezama, Nacionalni povijesni muzej (Museo Histórico Nacional),[23] Ruska pravoslavna crkva, i Muzej moderne umjetnosti (Museo de Arte Moderno de Buenos Aires MAMBA).[24]

### Znamenitosti
- Cabildo (Plaza de Mayo, barrio Monserrat), javna zgrada korištena kao sjedište vlasti u kolonijalna vremena. Prvi puta izgrađena 1610., više je puta mijenjana i nadograđivana, i u novije doba rušena radi izgradnje okolnih avenija. Sadašnji oblik potječe iz 1940., kao rezultat rekonstrukcije arhitekta Marija Buschiazza. Danas je to Nacionalni muzej Cabilda i Svibanjske revolucije (Museo Nacional del Cabildo y la Revolución de Mayo).[25]
- Casa Rosada (Plaza de Mayo, barrio Monserrat), službeno Casa de Gobierno ili Palacio Presidencial, sjedište je izvršne vlasti. Izgrađena je na mjestu stare tvrđave koje je već od 18. stoljeća bila sjedište lokalne i kolonijalne vlasti. Tvrđava je djelomično srušena polovinom 19. stoljeća i na njenom mjestu je izgrađeno više službenih zgrada koje su 1898. spojene u sadašnje zdanje. Ružičasta boja navodno vuče porijeklo od zamisli predsjednika Sarmienta (1868. – 1874.) koji je želio simbolično predstaviti sukobljene strane u zemlji kombinacijom njihovih boja, bijele unitariste i crvene federaliste.
- Zgrada Kavanagh (Plaza San Martín, barrio Retiro), stambeni Art Deco neboder, s 29 katova i 120 m visine, izgrađen 1936., kada je Corina Kavanagh svoje nasljedstvo investirala u izgradnju te zgrade. Smatra se jednim od najimpresivnijih arhitektonskih remek-djela u Buenos Airesu. U svoje doba bila je to najviša građevina od armiranog betona u svijetu i dugo godina najviši neboder Južne Amerike. 1999. je proglašen nacionalnim povijesnim spomenikom.
- Metropolitanska katedrala (Plaza de Mayo, barrio San Nicolás) glavna katolička crkva u gradu i matična crkva nadbiskupije Buenos Airesa. Osnovana 1580., mnogo je puta nadograđivana i mijenjana. Konačna verzija datira iz 18. (barokna unutrašnjost) i 19. stoljeća (neoklasična fasada).
- Nacionalni kongres (Plaza del Congreso, barrio Balvanera) ili "Palača nacionalnog kongresa", sjedište je argentinskog parlamenta. Izgrađen je u akademskom grčko-rimskom stilu od 1897. do 1906., kada je inauguriran, premda su se manji radovi izvodili čak do 1946. Zgradu karakterizira ogromna, 80 m visoka i 30 000 tona teška kupola.
- Nacionalna biblioteka (Calle Agüero, barrio Recoleta) "Biblioteca Nacional de la República Argentina", osnovana 1810., najveća je knjižnica u Argentini i jedna je od najznačajnijih u Americi. Aktualno suvremeno zdanje projektirano je 1961., radovi su započeli 1971, a otvoreno je 1992.
- Nacionalni povijesni muzej[23] (Calle Defensa, barrio San Telmo), muzej posvećen povijesti Argentine, s eksponatima iz Svibanjske revolucije i Argentinskog rata za nezavisnost. Osnovan je 1889. kao "Povijesni muzej glavnog grada". Zbirka potječe iz privatnih kolekcija ličnosti vezanih uz značajne povijesne događaje u Argentini, te iz bivšeg "Javnog muzeja" osnovanog 1822.
- Obelisk (Plaza de la República, barrio San Nicolás), jedna od najpoznatijih znamenitosti grada, spomenik izgrađen 1936. u čast 400. godišnjice prvog osnivanja grada, na mjestu gdje je prvi puta u Buenos Airesu izvješena argentinska zastava. Visok je 67 metara, s površinom baze od 49 m².
- Teatro Colón (Calle Cerrito barrio San Nicolás), jedna od najznačajnijih opernih kuća u svijetu. Otvoren je, nakon 20 godina izgradnje, 25. svibnja 1908., operom Aida. Auditorij raspolaže s 2487 sjedećih mjesta i 20 m širokom, 15 m visokom i 20 m dubokom pozornicom. Akustika Teatra Colón smatra se jednom od pet najboljih u svijetu. Od 2006. do 2010., kazalište je bilo zatvoreno radi renoviranja.

### Ulice i trgovi
- Avenida Alvear (barrios Recoleta i Retiro), važna gradska ulica između Plazoleta Carlos Pellegrini i Plaza Alvear, poznata po mnogih zgradama francuske akademske arhitekture i trgovinama visoke mode. Izgradnja ulice započela je 1885., na inicijativu tadašnjeg gradonačelnika Torcuata de Alveara, koji se inspirirao pariškim urbanizmom Barona Haussmanna. Najznačajnije građevine su palača Ortiz Basualdo (danas francusko veleposlanstvo) i palača Pereda (brazilsko veleposlanstvo), palača Fernández Anchorena (apostolska nuncijatura), i Alvear Palace Hotel, koji datira iz 1932. Modne marke koje imaju svoje trgovine u Avenida Alvear uključuju Armani, Valentino, Hermès, Louis Vuitton i Ermenegildo Zegna.
- Caminito (barrio La Boca), mala pješačka ulica u La Boci velikog kulturnog i turističkog značaja, poznata i po slavnom istoimenom tangu. 1959. proglašena je "ulicom muzejem". Čuvene raznobojne kuće genoveških imigranata pod državnom su zaštitom kao kulturno nasljeđe.
- Avenida Corrientes (barrios San Nicolás, Balvanera, Almagro, Villa Crespo i Chacarita), smatra se glavnom i najvažnijom ulicom u Buenos Airesu. Nazvana je 1822. po gradu Corrientes, glavnom gradu istoimene pokrajine na sjeveru Argentine. Tijekom 18. i 19 stoljeća bila je to ulica prosječne dužine i širine, ali krajem 19. stoljeća zajedno s rastom grada započinje rapidno produženje na zapad. Tramvaji s konjskom zapregom prvi puta su prometovali ulicom 1887. 1910., gradonačelnik Joaquin de Anchorena započeo je projekt proširenja ulice, ali radi otpora vlasnika zgrada namijenjenih rušenju, pa i nekih intelektualaca, to je provedeno tek 1930-ih, kada je proširena avenija otvorena zajedno s inauguracijom Obeliska na Plaza de la República. Avenija je poznata kao kazališno (Teatro Gran Rex, Teatro Opera, Centro Cultural General San Martín[26]) i bankarsko središte, po mnogim knjižarama (Hernández, Liberarte) i tradicionalnim i povijesnim lokalima i restoranima (Los Inmortales, s fotografijama povijesnih osoba koji su ga posjetili, Güerrín, Café La Paz povijesno okupljalište ljevičarskih aktivista, Bar Ramos, La Giralda Cafeteria). Također, u Aveniji Corrientes nalaze se i kulturni centar Ricardo Rojas[27] Univerziteta u Buenos Airesu, koji promovira eksperimentalnu umjetnost, čuvena sportsko-koncertna dvorana Luna Park i bivša tržnica Abasto, danas preuređena u trgovački centar. Avenija Corrientes posebno je vezana uz tango, te su joj posvećene mnoge skladbe.
- Avenida del Libertador (barrios Retiro, Recoleta, Palermo, Belgrano i Núnez, te partidos  Vicente López, San Isidro i San Fernando), jedna od glavnih ulica Buenos Airesa, dugačka 25 km, proteže se paralelno s Rio de la Plata od četvrti Retiro do sjevernog predgrađa San Fernando. Otvorena 1906., i 1950. nazvana po generalu San Martínu, oslobodiocu Argentine, Čilea i Perua.
- Avenida de Mayo (barrio  Monserrat), dugačka 1,5 km, povezuje trgove Plaza de Mayo i Plaza del Congreso. Nazvana je po Svibanjskoj revoluciji 1810., koja je Argentini donijela nezavisnost. Izgrađena između 1885. i 1894. na inicijativu gradonačelnika Torcuata de Alveara, inspirirana je madridskom ulicom Gran Vía, i radi svoje arhitekture često se uspoređuje s ulicama europskih metropola. Među zgradama ističe se eklektički Palacio Barolo, svojevremeno najviša zgrada u Buenos Airesu. Također, u Avenida de Mayo otvorene su 1913. prve stanice podzemne željeznice izvan Europe ili Sjedinjenih Država. 1997., ulica je proglašena nacionalnim povijesnim mjestom.
- Calle Florida (barrios San Nicolás i Retiro), pješačka ulica, i jedna od od glavnih trgovačkih zona u gradu. U trgovačkom centru Galerías Pacífico, ukrašenom freskama nekih od najpoznatijih argentinskih umjetnika, svoje trgovine imaju Polo Ralph Lauren, Tiffany & Co., Tommy Hilfiger, Christian Lacroix, Christian Dior, Cacharel, Samsonite, Paul & Shark i Yves Saint-Laurent. U ulici se također nalazi i Galerija Di Tella, važan centar pop arta u Buenos Airesu za vrijeme 1960-ih i 1970-ih.
- Avenida 9 de Julio (barrios Retiro, San Nicolás, Monserrat i Constitución), nazvana u čast argentinskog dana nezavisnosti (9. srpnja 1816.), smatra se jednom od najširih ulica na svijetu (oko 110 m). Ima sedam prometnih traka u svakom smjeru, još pet traka u rubnim ulicama i nekoliko pojaseva zelenila. Na Aveniji se između ostaloga nalaze kazalište Teatro Colón, Obelisk, i statua Don Kihota na križanju s Avenida de Mayo. Izgradnja avenije bila je planirana već 1888., ali radi otpora vlasnika zgrada namijenjenih rušenju radovi su započeli tek 1935. Prvi dio je otvoren 1937., a dovršena je 1960-ih.
- Plaza de Mayo (barrio Monserrat), središnji gradski trg, izvorno mjesto prvog naselja nakon osnivanja grada u 16. stoljeću. Trg je 25. svibnja 1810. bio pozornica rezolucije koja je dovela Argentinu do nezavisnosti, i od tada žarna točka političkog života Buenos Airesa i Argentine. Sadašnji oblik trga datira iz 1884., rušenjem kolonada koje su razdvajale Plaza de la Victoria i Plaza del Fuerte, te se na trgu nalaze palače nekih od najvažnijih državnih institucija u zemlji. Osim Svibanjske revolucije iz 1810., povijesno značajni politički događaji koji su se odigrali na Plaza de Mayo uključuju: masovne demonstracije sindikata 17. listopada 1945. koje su dovele do oslobađanja Juana Peróna iz zatvora, koji je kasnije izabran za predsjednika Argentine, vojni napad na politički skup 16. lipnja 1955., kada je poginulo 364 osoba, skupovi podrške anektiranju Falklandskih otoka 1982., od 1977. do danas, okupljanja rodbine nestalih osoba (desaparecidos), za vrijeme prljavog rata 1977. – 1983., i nasilni prosvjedi u prosincu 2001., povodom tadašnje financijske krize. što je dovelo do ostavke predsjednika De la Rúe.
- Plaza General San Martín (barrio Retiro), je velika zelena površina na kraju pješačke ulice Calle Florida. Trg, nazvan 1878. po generalu San Martinu, okružen je ulicama Libertador, Maipú, Santa Fe i Leandro Alem. Na današnjem trgu niz španjolskih guvernera imao je svoju službenu rezidenciju dok zemljište nije 1713. prodano Britanskoj kompaniji južnog mora (British South Sea Company). Na tom mjestu, 1807. poražen je general John Whitelocke, za vrijeme drugog pokušaja kralja Đure III. da osvoji Buenos Aires. 1883., utvrda, arena za borbu s bikovima i druga zgrade su porušene, te su posađena brojna stabla ombú, lipe i ceibe speciose. Početkom 20. stoljeća, u okolici trga, neki od najbogatijih argentinskih zemljoposjednika izgradili su svoje palače, od kojih su najznačajnije; Anchorena[28] (danas ceremonijalni aneks ministarstva vanjskih poslova), Paz[29] (danas udruga vojnih časnika) i Haedo (danas tajništvo ureda za okoliš). Današnji oblik trga datira iz 1936., kada je dovršen prostor oko spomenika San Martinu, te izgrađen obližnji neboder Kavanagh.

### Parkovi
Parkovi u Buenos Airesu većinom su djelo francuskog pejzažnog arhitekta Charlesa Thaysa (1849. – 1934.), koji je bio dugogodišnji upravitelj parkova i šetališta u Buenos Airesu.
- Parque Tres de Febrero (barrio Palermo), hrv. "Park 3. veljače", također i Bosques de Palermo, "Šume Palerma", je 25 hektarski park između avenija Libertador i Figueroa Alcorta, poznat po svojim jezerima i ružinim vrtovima. Uređen je 1874. – 1875. na bivšem imanju Juana Manuela de Rosasa, guvernera Provincije Buenos Aires (de facto diktatora Argentine), zbačenog 1852. Od 1892. do 1912., proširen je i dodatno uređen novim zoološkim i botaničkim vrtovima. 1960-ih izgrađeni su planetarij i japanski vrtovi, najveći u svijetu izvan Japana, kao zamjena za stare japanske vrtove u Retiru.
  - Botanički vrt, službeno Jardín Botánico Carlos Thays de la Ciudad Autónoma de Buenos Aires,[30] otvoren 1898., smješten je uz park Tres de Febrero i među najstarijima je u Latinskoj Americi. Na površini od 69 772 m², smješteno je oko 5500 vrsta biljaka, tematski podijeljenih u rimski, francuski i orijentalni vrt, te više skulptura, spomenika i umjetničkih djela. 1996., proglašen je nacionalnim spomenikom.
  - Japanski vrtovi, dio su parka Tres de Febrero. Dovršeni su 1967., i otvoreni prilikom državnog posjeta Argentini tada japanskog prijestolonasljednika Akihita i princeze Michiko. Osim kolekcije Bonsaija, u vrtovima se nalaze i jezero s otokom na kojem se uzgaja japansko ljekovito bilje, i Budistički hram.
- Parque Lezama (barrio San Telmo), nazvan po Joséu Gregoriju Lezami, vlasniku parka u 19. stoljeću, kada je 1894. njegova udovica za manji iznos park prodala gradu pod uvjetom da bude pretvoren u javni prostor nazvan po njenom suprugu. Privatna rezidencija obitelji Lezama 1897. pretvorena je u Nacionalni povijesni muzej (Museo Histórico Nacional)
- Parque Centenario (barrio Caballito), otvoren je 1910., u čast stogodišnjice Svibanjske revolucije (špa. centenario = stogodišnjica). Rubnim dijelovima parka smješten je niz kulturnih i znanstvenih institucija, kao "Institut Louis Pasteur", "Muzej prirodnih znanosti Bernardino Rivadavia",[31] i "Udruženje argentinskih prijatelja astronomije" s opservatorijem.[32]

## Kultura
Buenos Aires je značajno kulturno središte s mnogim kazalištima, muzejima, knjižnicama  i kulturnim institucijama. Avenida Corrientes, gdje se početkom i sredinom 20. stoljeća razvio tango, arterija je s nekim od najznačajnijih kazališta. Mnoga kazališta pod direktnom su upravom grada, između ostalih, Teatro Colón, Teatro General San Martín, Teatro Alvear, Teatro Regio, Teatro Sarmiento i Teatro de la Ribera. Značajne kulturne institucije su i Teatro Nacional Cervantes, Centro Cultural Recoleta, Centro Cultural General San Martín, Teatro Maipo i veliki broj nezavisnih kazališta po cijelom gradu.
Gradska vlada upravlja s deset muzeja posvećenih raznim temama, od umjetnosti (Muzej lijepih umjestnosti Eduardo Sívori) preko povijesti (Povijesni muzej Buenos Airesa Cornelio de Saavedra), do filma (Muzej filma Pablo Ducros Hicken). Također, postoje mnogi muzeji pod državnom upravom (kao muzej Case Rosade) i zakladama (Muzej latinskoameričke umjetnosti u Buenos Airesu, MALBA).
Osim mnogih knjižnicama pod upravom raznih državnih institucija, kao čuvena Nacionalna Knjižnica, grad upravlja također i s 26 javnih knjižnicama s 300 000 svezaka.
Buenos Aires je najveće izdavačko središte u zemlji, s najznačajnijim izdavačkim kućama i najtiražnijim dnevnim listovima (Clarín, La Prensa, La Nación, Página 12, Tiempo Argentino, Crónica) i časopisima. Izdavačka industrija jedna je od najkonkurentijih u regiji. U gradu djeluju i stotine knjižara, posebno u Avenijama Mayo, Corrientes, Callao i 9 de Julio.
Značajna je tradicija karnevala koji godišnje okuplja 10 000 ljudi u 103 murge (ulična kazališta, tj. karnevalske grupe) i više od 800 000 posjetitelja.

### Jezik
Poznat kao Rioplatense Španjolski, španjolski jezik iz Buenos Airesa (također i iz drugih gradova kao Rosario u Santa Fe i Montevideo, u Urugvaju), pod snažnim je utjecajem španjolskih dijalekata iz Andaluzije i Murcie. Fonetička studija Laboratorija za osjetilna istraživanja Nacionalnog znanstveno tehničkog istraživačkog savjeta (Consejo Nacional de Investigaciones Científicas y Técnicas, CONICET) i Sveučilišta u Torontu pokazala je da je prozodija portena bliža napuljskom jeziku iz Italije od bilo kojeg drugog jezika.
Ranog 20. stoljeća, Argentina je prihvatila milijune imigranata, među kojima mnoge Talijane, koji su većinom govorili svoje lokalne dijalekte (uglavnom napuljski, sicilijanski i genoveški). Njihovo prihvaćanje španjolskog bilo je postepeno, stvarajući pidžin talijanskih dijalekata i španjolskog koji se nazivao cocoliche, čija je uporaba opala oko 1950-ih.
Mnogi španjolski imigranti bili su iz Galicije, te se Španjolci još uvijek u Argentini nazivaju gallegos (Galisijci). Galicijski jezik, kulinarstvo i kultura imali su značajno mjesto u gradu većinu 20. stoljeća. Jidiš je do 1960-ih bio uobičajen u Buenos Airesu, posebno u četvrtima Balvanera i Villa Crespo. Korejski i kineski jezik postali su značajni od 1970-ih. Većina novih imigranata brzo je naučila španjolski i asimilirala se u život grada.
Sleng Lunfardo formirao se među zatvorenicima, te se s vremenom raširio na sve portenose. Lunfardo rabi riječi talijanskih dijalekata, brazilskog portugalskog, afričkih i karipskih jezika, te čak i engleskog, a upotrebljava i komične osobine kao zamjena slogova u riječi (vesre). Danas, Lunfardo se najčešće sreće u tekstovima tanga; sleng mlađih generacija nije ga prihvatio.

### Glazba
Vidi još: Povijest Tanga
Buenos Aires, jedno je od najznačajnijih središta latinskoameričke glazbe, te je u svijetu najpoznatiji po tangu, plesu i glazbi stvorenim u bordelima kvartova Junín y Lavalle i Arrabales. Naglašeno erotični, strastveno-senzualni tango, radi svojih pokreta nije smatran pristojnim plesom dok nije 1920-ih prihvaćen u pariškom visokom društvu, te kasnije i posvuda po svijetu.
Tango se sastoji od mnoštva stilova koji su se razvili u različitim regijama i epohama Argentine i Urugvaja. Izvodi se u dvočetvrtinskom taktu, s naglaskom na prvom i trećem udarcu, te se većinom pleše otvorenog zagrljaja, gdje se plesač koji vodi s plesačem koji prati spaja na dužini ruku, ili u zatvorenom zagrljaju, gdje se vodeći i prateći spajaju na grudima.
Rani tango bio je poznat kao tango criollo, ili jednostavno tango. Danas postoje mnogi plesni stilovi, uključujući Argentinski tango, Urugvajski tango, tango za plesne dvorane (američki i međunarodni stilovi), Finski tango i starinski tango. Među najznačajnijim skladateljima i izvođačima tango glazbe ističu se čuveni Carlos Gardel, orkestri Anibal Troilo, Mariano Mores i Osvaldo Pugliese, kao i veliki tekstopisci Enrique Santos Discepolo i Homero Manzi. U drugoj polovici 20. stoljeća pojavili su se novi trendovi, nazvani Nuevo tango ili Tango nuevo, koji su tradicionalni argentinski tango spajali s elementima jazza i klasične glazbe. Najznačajniji predstavnik Nuevo tanga bio je Ástor Piazzolla, koji je uveo nove instrumente, kao saksofon i električnu gitaru. Krajem 20. stoljeća novi uzlet donio je spoj s elektronskom glazbom, te su se pojavile nove grupe u Argentini i drugdje u svijetu, kao Bajofondo Tango Club, Tanghetto i Gotan Project.
Premda proganjan od tadašnjih autoritarnih režima, krajem 1960-ih u Buenos Airesu i drugim gradovima razvio se argentinski rock (Rock Nacional). Prva okupljališta tadašnjih rock glazbenika bili su lokali "La Cueva" i "La Perla del Once". U gradu se također osjeća utjecaj Cumbije i Cuarteta, i Cumbije villere, stila proizašlog krajem 20. stoljeća iz najsiromašnijih zona velikog Buenos Airesa. U najnovije doba značajan je razvoj reggaea, s osnivanjem mnogih grupa i festivala.

### Film
Film se u Buenos Airesu prvi puta pojavio 1896. Grad je bio središte argentinske filmske industrije tijekom više od 100 godina od kada je 1897. francuski snimatelj Eugene Py snimio pionirski film La Bandera Argentina. Više od 2000 filmova snimljeno je u Buenos Airesu, od kojih mnogi s imenom grada u naslovu filma, kao: He nacido en Buenos Aires (1959.), Buenas noches, Buenos Aires (1964.) i Buenos Aires a la vista (1950.). Kultura tango glazbe uključena je u mnoge filmove snimljene u gradu, posebno nakon 1930-ih. U mnogim filmovima nastupali su izvođači tanga kao Hugo del Carril, Tita Merello, Carlos Gardel i Edmundo Rivero.

### Turizam
Prema Svjetskom savjetu za turizam i putovanja (World Travel & Tourism Council), turizam je u Buenos Airesu u porastu, te je u pregledu vodećeg turističko-putničkog magazina Travel + Leisure 2008., izglasan kao druga najpoželjnija svjetska destinacija nakon Bangkoka u Tajlandu. Također, čitatelji magazina Condé Nast Traveler smatraju Buenos Aires najboljom turističkom destinacijom u Americi, dok ga urednici publikacije Travel Weekly smatraju jednom od najboljih destinacija u Latinskoj Americi. Široka ponuda događaja i festivala međunarodnog renomea, čine Buenos Aires gradom kulturnog turizma. Turistička ekspanzija omogućila je u gradu intenzivnu aktivnost u izvozu usluga, stvaranju novih radnih mjesta, ekspanziju hotelske i gastronomske industrije i drugih djelatnosti vezanih uz turizam. U skladu s time, novi Međunarodni Tango festival i Turistički sajam Latinske Amerike, dio su tog uzleta. Prema statistikama ureda za turizam Buenos Airesa (Ente Turismo de la Ciudad de Buenos Aires), lipnja 2008., najveći broj inozemnih posjetitelja bio je iz susjednih zemalja, dok su Europljani bili na drugom mjestu. Brojni su i domaći gosti, najčešće iz središnjih provincija.
Grad raspolaže s preko 200 hotela, s jednom do pet zvjezdica, s ukupno 36 000 ležajeva. 57 hotela smješteno je u središtu grada, u blizini najznačajnijih znamentitosti. Također, u gradu je registrirano oko 300 hostela, bed & breakfasts i drugih ne-hotelskih smještaja. Neki od hotela ističu se povijesno i arhitektonski, kao bivši Chacabuco Mansion, koji je bio smješten u palači Drabble, izgrađenoj 1893. u akademskom stilu, Hotel Chile, jedan od najboljih primjera Art Nouveau u Buenos Airesu, izgrađen 1907. prema projektu arhitekta Louisa Duboisa, i također Hotel Castelar (bivši Hotel Excelsior), otvoren 1928.
U skladu sa statistikom Turističkog ureda Buenos Airesa (Ente Turismo), baziranom na međunarodnom istraživanju turizma (ETI, Encuesta Internacional de Turismo), godišnji broj stranih posjetitelja 2007. je premašio 2 300 000, tj, 9% više u odnosu na 2006., dok je prihod od turizma 2007. bio preko 2 milijarde američkih dolara, više od 15% više nego prethodne godine. Procjenjuje se da turizam u Buenos Airesu za period 2004. – 2008. bilježi rast od 57,9%, a prihod od turizma 81,5%. Tijekom 2007., u gradu je održano 458 nacionalnih i međunarodnih kongresa i konvencija, i 151 izložba.
Osim najznačajnih znamenitosti, u Buenos Airesu turističku vrijednost imaju i kavane povijesnog značaja, posebno Café Tortoni i 36 Billares u aveniji Corrientes, i povijesne četvrti, kao San Telmo, gdje se na Plaza Dorrego nedjeljom održavaju sajmovi antikviteta, zajedno s predstavama tanga. Čuvena je i knjižara El Ateneo, koja nakon što se preselila sa svoje originalne lokacije u centru grada danas djeluje u nekadašnjem kazalištu u aveniji Santa Fé.

### Šport
Premda su argentinci uspješni u raznim sportovima, nogomet je apsolutno dominantan. U Buenos Airesu djeluju 24 profesionalna nogometna tima, od kojih su mnogi prvoligaši. Najznačajniji su veliki rivali Boca Juniors i River Plate, dok su ostali važniji timovi San Lorenzo de Almagro, Vélez Sársfield, Argentinos Juniors i Huracán. U Buenos Airesu 1951. održane su prve Pan Američke Igre, Svjetsko prvenstvo u košarci 1950. i 1990., Svjetsko prvenstvo u odbojci 2002., i finale Svjetskog prvenstva u nogometu 1978. U četvrti Villa Riachuelo, krajnjem jugu gradskog područja, nalazi se automobilistička staza Autódromo Juan y Oscar Alfredo Gálvez, gdje je od 1953. do 1998. održano 20 Velikih nagrada Argentine, u sklopu svjetskog prvenstva Formule 1. 2009. (tada prvi puta održanog izvan Afrike), 2010., 2011. i 2014., u Buenos Airesu je bio start i cilj Relija Dakar. Niz uspješnih tenisača (Guillermo Vilas, Gabriela Sabatini, José Luis Clerc, Guillermo Coria, Gastón Gaudio, David Nalbandian i teniski ATP turnir (Abierto de Buenos Aires), koji se u Buenos Airesu održava od 1968., tenis čine jednim od popularnijih sportova. U Argentini vrlo su popularni konjički sportovi: konjske utrke na hipodromu Argentino de Palermo, polo na Campo Argentino de Polo, i pato, kombinacija pola i košarke koji je proglašen 1953. nacionalnim sportom. Ostali popularni sportovi su golf, košarka, rugby i hokej na travi.

### Istaknuti građani Buenos Airesa
| Poznati Argentinci rođeni u Buenos Airesu - Papa Franjo poglavar Katoličke Crkve - Norma Aleandro - glumica - Martha Argerich - pijanistica - Daniel Barenboim - pijanist i dirigent - Manuel Belgrano - političar i vojskovođa - Jorge Luis Borges - književnik - Alberto Ginastera - skladatelj - Ricardo Güiraldes - književnik - Juan María Gutiérrez - državnik i pjesnik - Helenio Herrera - nogometaš i nogometni trener - Bernardo Alberto Houssay - fiziolog - Carlos Saavedra Lamas - ekonomist, pravnik i državnik - Vicente López y Planes - pjesnik i političar - Benito Quinquela Martín - slikar - Francisco Moreno - istraživač - Victoria Ocampo - književnica - Adolfo Pérez Esquivel - politički aktivist - Gustavo Santaolalla - skladatelj - Gabriela Sabatini - tenisač - Lalo Schifrin - pijanist i skladatelj - Guillermo Vilas - tenisač - Sergio Aguero - nogometaš - Maxima od Nizozemske - nizozemska kraljica | Strani državljani koji su živjeli u Buenos Airesu - Lucecita Benítez - portorikanska pjevačica - Rosa Chacel - španjolska književnica - Francis Ford Coppola - američki filmski redatelj - Rubén Darío - nikaragvanski pjesnik - Marcel Duchamp - francuski umjetnik - Robert Duvall - američki glumac i redatelj - Federico García Lorca - španjolski pjesnik - Witold Gombrowicz - poljski književnik - René Goscinny - francuski strip autor - Viggo Mortensen - dansko-američki glumac - Pablo Neruda - čileanski pjesnik - Eugene O'Neill - američki dramatičar - Aristoteles Onassis - grčki brodovlasnik - José Ortega y Gasset - španjolski filozof - Pio XII. - kao vatikanski diplomat - Hugo Pratt - talijanski strip autor - Antoine de Saint-Exupéry - francuski književnik - Oskar Schindler - njemački humanitarac - Hermenegildo Sábat - urugvajski karikaturist - Fritz Thyssen - njemački industrijalac |

- Gustavo Santaolalla
- Jorge Luis Borges
- Daniel Barenboim
- Papa Franjo
- Maxima od Nizozemske

## Ekonomija
Buenos Aires je financijsko, industrijsko, trgovačko i kulturno središte Argentine. Luka Buenos Airesa jedna je od najprometnijih u Južnoj Americi; plovne rijeke od Rio de la Plate povezuju luku sa sjeveroistokom Argentine, Brazilom, Urugvajom, i Paragvajom, što je čini distibucijskim središtem za veliko područje jugoistočne regije kontinenta.
Ekonomija u samome gradu, prema Gross Geographic Product (prilagođeno na kupovnu moć) iznosila je 84,7 milijardi američkih dolara (28 200 po glavi stanovnika) 2006., što je skoro četvrtina ukupne argentinske ekonomije. Metropolitanski Buenos Aires, tvori 13. najveću ekonomiju među svjetskim gradovima. Ljudski razvojni indeks Buenos Airesa od 0,923 1998., jednako je visok prema međunarodnim standardima.
Uslužni sektor je vrlo razvijen, s 76% udjela u gradu (prema 59% za cijelu Argentinu). Reklamna industrija igra važnu ulogu u izvozu usluga na domaćem tržištu i u inozemstvu. Međutim, najveći su sektori: financijski, poslovni i tržište nekretnina s udjelom u gradskoj ekonomiji od 31%. Financije su u Buenos Airesu posebno važne za argentinski bankarski sustav, s procijenjenom skoro polovicom nacionalnih bankovnih depozita i kredita.
Proizvodnja je međutim još vrlo značajna (16%), i koncentrirana većinom na jugu, te joj pogoduju visoka lokalna kupovna moć i obilje kvalificiranih radnika, kao i suradnja s vrlo razvijenom poljoprivredom i industrijom nedaleko samoga grada. Građevinarstvo je povijesno među najznačajnijim indikatorima stanja nacionalne ekonomije (Vidi tablicu gore), te je od 2006., izdano građevinskih dozvola za oko 3 milijuna m2 godišnje.
Zapadno od Buenos Airesa je Pampa Húmeda ("vlažna Pampa"), najplodnija poljoprivredna regija Argentine gdje se uzgajaju pšenica, soja i kukuruz, za razliku od suhe južne Pampe poznate po govedarstvu i od nedavno po proizvodnji cijenjenih vina. Meso, mliječni proizvodi, žito, duhan, vuna i koža prerađuju se ili proizvode u metropolitanskom području. Ostale su vodeće proizvodne aktivnosti automobilska industrija, naftne rafinerije, metaloprerađivačka, strojarska, tekstilna, kemijska industrija, te industrije odjeće i napitaka.
Gradski budžet, na prijedlog gradonačelnika Macrija 2009., uključuje 4,4 milijardi američkih dolara u prihodima i 4,6 milijardi u rashodima. Grad se oslanja na lokalni dohodak i poreze na kapitalnu dobit za 61% prihoda, dok savezna podjela dohotka doprinosi 11%, porezi na vlasništvo 9% i na vozila 6%. Ostali prihodi uključuju korisničke honorare, globe i pristojbe igara na sreću. Grad odvaja 26% budžeta na obrazovanje, 22% na zdravstvo, 17% za javne službe i infrastrukturu, 16% za socijalne službe i kulturu, 12% za upravne troškove i 4% za provođenje zakona. Buenos Aires održava nisku stopu zaduženosti, te servisiranje duga zahtjeva manje od 3% budžeta.

## Demografija
Vidi još: Demografija Argentine

### Popis stanovništva
Prema popisu stanovništva iz 2001., u gradu i 31 susjednom okrugu živjelo je 12 129 819 stanovnika, što znači da svaki treći Argentinac živi u metropolitanskom Buenos Airesu. Gustoća stanovništva u Buenos Airesu je 13 680 stanovnika na kvadratni kilometar, ali samo 2400 na km² u predgrađima. Rasna podjela grada je 88,9% bijelaca, 7% mestika, 2,1% azijaca i 2% crnaca.
Stanovništvo Buenos Airesa je, radi niske stope nataliteta i spore migracije prema predgrađima, od 1947. oko 3 milijuna. Okolni distrikti međutim, od tada su se povećali više nego peterostruko (na oko 10 milijuna stanovnika).
Popis 2001., prikazao je relativno stariju populaciju: sa 17% stanovnika ispod 15 godina starosti, i 22% iznad 60 godina, stanovništvo Buenos Airesa ima dobnu strukturu sličnu mnogim europskim gradovima, te je starije je u odnosu na Argentince u cjelini (od koji je 28% ispod 15 godina i 14% iznad 60).
Dvije trećine gradskih stanovnika živi u stambenim zgradama i 30% u obiteljskim kućama, dok 4% živi u neprikladnim stambenim prostorima. Prema podacima o prihodima, 2007. 8,4% gradskog stanovništa živjelo je ispod stope siromaštva, ili 20,6% uključujući i metropolitansko područje. Međutim, procjene iz 2009. prikazuju da u metropolitanskom Buenos Airesu preko 4 milijuna ljudi živi u siromaštvu.
1,2 milijuna zaposlenih gradskih stanovnika 2001. bilo je većinom zaposleno u sektoru usluga, posebno u socijalnim službama (25%), trgovini i turizmu (20%) i poslovnim i financijskim uslugama (17%), dok sektor proizvodnje zapošljava 10%. Unatoč ulozi glavnog grada Argentine, javna uprava zapošljava samo 6% zaposlenih.

### Podrijetlo
Vidi još: Imigracija u Argentini
Većina portenosa je europskog podrijetla, s talijanskim i španjolskim podrijetlom kao najčešćim iz regija Kalabrije, Ligurije, Pijemonta, Lombardije i grada Napulja, te španjolskih regija Galicije, Asturije, i Baskije.
Druga europska porijekla uključuju njemačko, grčko, irsko, portugalsko, francusko, hrvatsko, englesko i velško. 1990-ih bio je manji val imigracije iz Rumunjske i Ukrajine. Postoji Kreolska manjina koja datira iz španjolskih kolonijalnih vremena. Populacija Kreola i španjolsko-domorodačkih Mestika, porasla je od druge polovice 20. stoljeća većinom kao posljedica imigracija iz Bolivije, Perua i Paragvaja.
Utjecajne sirijsko-libanonske i armenske zajednice imaju istaknuto mjesto u trgovačkom i javnom životu od početka 20. stoljeća.
Židovska zajednica u Velikom Buenos Airesu ima oko 250 000, te je najveća u Latinskoj Americi. Većinom su sjeverno i istočno europskog podrijetla (Aškenazi), uglavnom ruski, njemački i poljski Židovi, sa znatnim sefardskim manjinama, većinom sirijskih Židova.
Prva veća azijska zajednica u Buenos Airesu bila je japanska, većinom s Okinawe. Tradicionalno, Japanci-Argentinci bili su poznati kao uzgajivači cvijeća; dok je u samome gradu postojao japanski kvazi-monopol na kemijsko čišćenje. Kasnije generacije proširile su aktivnosti na sva polja ekonomskih djelatnosti. Počevši od 1970-ih, postojao je znatan priliv imigracije iz Kine i Koreje, s potonjima poznatim većinom po malim obiteljskim supermarketima.

#### Britanski i američki iseljenici
Od 2004. u porastu je broj američkih i britanskih državljana koji se iseljavaju u Buenos Aires, vjerojatno radi nižih troškova života, s mnogima koji su započeli poslovne aktivnosti.

### Religija
Većina stanovnika je rimokatoličke vjeroispovjesti, premda je više istraživanja kroz prošla desetljeća izazvalo predodžbu da je manje od 20% aktivnih. Buenos Aires je sjedište rimokatoličkog metropolita (katolički primas Argentine), do ožujka 2013. funkciju je obnašao kardinal Jorge Bergoglio (papa Franjo I.). Postoje i protestantske, pravoslavne, židovske (Templo Libertad) i muslimanske manjine.

## Uprava

### Struktura vlasti
Izvšna vlast grada je Šef vlade ("Jefe de Gobierno"), biran na direktnim izborima na četverogodišnji mandat, koji predsjeda 60-članoj legislaturi.
Svaki član legislature biran je na mandat u trajanju od četiri godine; polovica legislature obnavlja se svake dvije godine. Izbori koriste D'Hondtov sustav proporcionalnog predstavništva. Sudska vlast sastoji se od Vrhovnog suda pravde (Tribunal Superior de Justicia), Sudskog savjeta (Consejo de la Magistratura), Javnog ministarstva i drugih gradskih sudova.
Pravno gledano, grad uživa manju autonomiju od provincija. Nacionalno sudstvo određuje autonomiju gradskog sudstva u skladu s običajnim pravom, dok nacionalna izvršna vlast kontrolira gradsku policija.
Počevši od 2007., grad se upustio u novu shemu decentralizacije, s kreiranjem novih općina (comunas) kojima upravlja sedmeročlana izabrana komisija.

### Nacionalno predstavništvo
Buenos Aires u argentinskom senatu zastupaju tri senatora (prosinca 2007: María Eugenia Estenssoro, Samuel Cabanchik i Daniel Filmus). Građani Buenos Airesa također biraju 25 nacionalnih zastupnika u argentinski zastupnički dom.

## Obrazovanje
Vidi još: Obrazovanje u Argentini

### Osnovno obrazovanje
Osnovno obrazovanje sadrži prva dva kruga Temeljnog generalnog obrazovanja (Educación General Básica EGB), razrede 1-6. Radi sistema koji je bio na snazi do 1995., (7 godina osnovne škole plus 5 ili 6 srednje škole), osnovne škole nudile su razrede 1-7. Premda se većina škola već adaptirala u sustav s 8. i 9. razredom, druge su odabrale ukinuti 7. razred, prisiljavajući učenike da treći krug dovrše u drugoj instituciji.

### Srednje obrazovanje
Srednje obrazovanje u Argentini naziva se Polimodal ("polymodal", znači da postoji više načina ili oblika), jer učenicima omogućava da odaberu svoju orijentaciju. Polimodal još nije obavezna ali je dovršenje neophodno za upis u koledže u cijeloj zemlji. Polimodal je uobičajeno trogodišnja škola, premda neke škole imaju i četvrtu godinu.
Suprotno promjenama u osnovnim školama, većina je srednjih škola u Argentini sadržila 8. i 9. razrede, plus Polimodal (stara srednja), ali tada je započela promjena s prihvaćanjem također i učenika 7. razreda, omogućivši im na taj način da zadrže iste razredne kolege tijekom cijelog trećeg kruga EGB.
Prosinca 2006., zastupnički dom Argentinskog kongresa izglasao je novi zakon o nacionalnom obrazovanju obnovivši stari sustav osnovne i srednje škole, učinivši srednje obrazovanje obaveznim, što je prinudno obrazovanje produžilo na 13 godina. Vlada se obavezala primijeniti zakon postepeno, počevši od 2007.

### Koledži
Postoje mnogi državni, poreznim sustavom financirani univerziteti u Argentini, kao i privatni univerziteti. Univezitet u Buenos Airesu, jedna je od vrhunskih obrazovnih institucija u Južnoj Americi, te je do sada stvorio pet Nobelovih nagrada i omogućio besplatno obrazovanje za studente iz cijeloga svijeta. Također, Buenos Aires je istaknuti centar za psihoanalizu, posebno Lacanove škole.

## Promet
Javni prijevoz u Buenos Airesu temelji se na autobusima, metrou i tramvaju. Autobus je najrašireniji i nakorišteniji oblik javnog transporta, te u gradu djeluje oko 140 linija (Colectivos), kojima upravljaju zasebne privatne kompanije. 2009. je uvedena elektronička naplata karata. Na ulicama također, u svako doba vozi 40 000 crno-žutih taxija.
Metro u Buenos Airesu, lokalno poznat kao subte (od špa. "subterráneo" - podzemni), otvoren je 1913., te je najstarija podzemna željeznica na južnoj polutci i u hispanofonskim zemljama. Sustav ima šest linija, označenih slovima od A do E i H, s 74 stanica i više od 50 kilometara pruge. Dnevni promet je oko 1,7 milijuna putnika. U tijeku je program produženja aktualnih linija i izgradnje nove linije na ruti sjever-jug, što će ukupnu dužinu tračnica povećati na 89 km.
Buenos Aires je imao vrlo veliku mrežu tramvajskih linija s 857 km tračnica, koja je demontirana 1960-ih radi preorjentiranja na autobuse. Ponovo je uveden u promet 1987., te je trenutno je u tijeku proces proširenja linija. 2008., uvedena je linija u Puerto Madero, koja će biti produžena do Estación Buenos Aires u četvrti Barracas.
Željeznica se sastoji od linija Sarmiento, Miter, Belgrano Norte, Belgrano Sur, Roca, San Martín i Urquiza, s ukupno četiri željeznička terminala: Retiro (FCGSM, FCGBM i FCGMB), Constitución (FCGR), Once (FCDFS) i Federico Lacroze (FCGU). Željeznicu svakodnevno koristi više od 1,3 milijuna putnika iz provincije zaposlenih u Buenos Airesu. Na željezničkim stanicama također postoji i veza s metroom, što omogućava brži protok putnika u sve zone Buenos Airesa. U planu je i izgradnja brze željeznice između Buenos Airesa, Rosaria i Córdobe, s brzinama do 320 km/h. Projekt je trenutno u stanju mirovanja radi financijske krize, ali u francuskom Alstomu, jednom od glavnih izvođača, izražavaju optimizam u vezi ostvarivanja projekta u budućnosti.
Glavni terminal međugradskih autobusa nalazi se pokraj željezničke stanice Retiro, s polascima za sve krajeve Argentine i susjedne zemlje.
Grad ima četiri prilaza Autocestama, autocestom Buenos Aires - La Plata, Ricchieri, istočni prilaz i sjeverni prilaz. 1930-ih i 1940-ih izgrađena je, i 1996. modernizirana, kružna autocesta Avenida General Paz, koja prati granice grada na zapadu i jugu. Autoceste s naplatom otvorene kasnih 1970-ih omogućavaju brzi prilaz gradu, te ih dnevno koristi preko milijun vozila. U Buenos Airesu je registrirano preko 1,8 milijuna vozila, što je skoro petina svih vozila u Argentini.
Međunarodni aerodrom Ministro Pistarini (Aeropuerto Internacional Ministro Pistarini), poznat i kao "Aeropuerto de Ezeiza", po mjestu Ezeiza u zoni Velikog Buenos Airesa gdje se nalazi, sjedište nacionalne avio-kompanije Aerolíneas Argentinas, povezan je s destinacima na pet kontinenata (Afrika, Amerika, Azija, Europa i Oceanija). Aerodrom Jorge Newbery, lociran u četvrti Palermo, koristi se osim letova za Montevideo i Asunción, samo za domaće linije, dok se manji aerodrom San Fernando koristi samo za generalno zrakoplovstvo.
Luka Buenos Airesa, s 470 ha površine i 5600 m obale, najveća je u zemlji i tradicionalno glavni morski pristup Argentini, kroz koju prolazi 70% uvoza i 40% ukupnog nacionalnog izvoza. Pristup brodovima kroz estuarij La Plate održava se stalnim jaružanjem kanala. U sezoni krstarenja (studeni - travanj) kroz putnički terminal Terminal de Pasajeros Benito Quinquela Martín godišnje prođe oko 100 000 putnika. Također, kompanija Buquebus održava trajektne linije između Buenos Airesa i većih gradova Urugvaja (Colonia del Sacramento, Montevideo i Punta del Este), s više od 2,2 milijuna putnika godišnje.

## Zdravstvo
Sustav javne zdravstvene zaštite pokriva 21,9% stanovništva. U Buenos Airesu nalaze se 34 bolničke ustanove s besplatnom zdravstvenom zaštitom, s 55,6% pacijenata iz Buenos Airesa, 41,2% iz provincije Buenos Aires i 3,2% iz drugih lokacija. Sustav se sastoji od centara primarne zdravstvene zaštite, kvartovskih zdravstvenih centara i obiteljskih liječnika. U zdravstvenim centrima djeluju između ostalih i pedijatri, psiholozi i socijalni radnici, radi primjene raznih preventivnih programa. Kvartovski zdravstveni centri (Los Centros Médicos Barriales, CMB) djeluju s istim ciljem njege i prevencije, ali su usmjereni na rizične društvene sektore. Obiteljski liječnici djeluju u svojim privatnim ordinacijama.
U gradu također djeluju mnoge privatne klinike i ordinacije, među kojima se između ostalih ističu Talijanska bolnica (Hospital Italiano), Švicarsko-argentinsko rodilište (Clínica y Maternidad Suizo Argentina), Sveučilišnu bolnicu zaklade Favaloro (Hospital Universitario de la Fundación Favaloro), Centar zdravstvenog obrazovanja i istraživanja Klinika "Norberto Quirno" (Centro de Educación Médica e Investigaciones Clínicas "Norberto Quirno" CEMIC), Zakladu za borbu protiv neuroloških bolesti djece (Fundación para la Lucha contra las Enfermedades Neurológicas de la Infancia FLENI).

## Međunarodni odnosi
Grad Buenos Aires kroz povijest je održavao više bratimljenja s gradovima na raznim kontinentima, zajedno s nekoliko regija i autonomnih zajednica:
| - Aguas Calientes, Peru - Asunción, Paragvaj - Almería, Španjolska (2008.) - Atena, Grčka (1992.) - Barcelona, Španjolska - Barranquilla, Kolumbija - Beograd, Srbija (1990.) - Berlin, njemačka - Bilbao, Španjolska (1992.) - Bogotá, Kolumbija (1986.) - Brasilia, Brazil (1986., 1997.) - Cádiz, Španjolska (1975.), - Cagliari, Italija - Cape Town, Južna Afrika - Caracas, Venezuela - Ciudad de México, Meksiko - Cuernavaca, Meksiko - Cusco, Peru (1986.) - Damask, Sirija (1989.) - Erevan, Armenija - Ferrara, Italija (2004.) - Genova, Italija (1991.) - Guadix, Španjolska (1987.) - Havana, Kuba - Istanbul, Turska - Jeruzalem, Izrael - Kairo, Egipat (1992.) - Kijev, Ukrajina (1993.) - La Paz, Bolivija - Lima, Peru (1983.) - Lisabon, Portugal - London, Velika Britanija - Lucca, Italija - Madrid, Španjolska (1975.) - Managua, Nikaragva - Medellín, Kolumbija - Miami, Sjedinjene Države (1978.) - Milano, Italija - Montevideo, Urugvaj (1975.) | - Moskva, Rusija (1990.) - Napoli, Italija (1990.) - New York, Sjedinjene Države - Osaka, Japan (1990.) - Ottawa, Kanada - Oviedo, Španjolska (1982.) - Panama, Panama - Pariz, Francuska (grad partner) - Peking, Kina (1991., 1993.) - Porto Alegre, Brazil - Prag, Češka (1992.) - Quito, Ekvador - Reykjavik, Island - Rio de Janeiro, Brazil (1996.) - Rim, Italija - Rotterdam, Nizozemska (1990.) - Salamanca, Španjolska (2006.) - Santa Cruz de La Palma, Španjolska - Santiago de Chile, Čile (1992.) - Santiago de Compostela, Španjolska - Santo Domingo, Dominikanska Republika - São Paulo, Brazil (1999.) - Seul, Južna Koreja (1992.) - Sevilla, Španjolska (1976.) - Tarija, Bolivija - Tel Aviv, Izrael - Toulouse, Francuska (1990.) - Varšava, Poljska (1992.) - Vigo, Španjolska (1992.) - Zagreb, Hrvatska Pokrajine, savezne države i autonomne zajednice bratimljene s Buenos Airesom: - Andaluzija, Španjolska (2001.) - Basilicata, Italija - Kalabrija, Italija (1987.) - Galicija, Španjolska (1998.) - New Jersey, Sjedinjene Države - Ohio, Sjedinjene Države |

## Zanimljivosti
- Na Trgu Republike Hrvatske u Buenos Airesu nalazi se kip Josipa Turkalja »Majka hrvatskog iseljenika«.
- U gradu je izlazilo glasilo Republika Hrvatska.

## Vanjske poveznice
Vodič: Buenos Aires na Wikivoyageu
- Službena stranica  Gobierno de la Ciudad de Buenos Aires
- Službena stranica posvećena turizmu u Buenos Airesu  Turismo Bs As
- Plan Buenos Airesa - mapabsas.com
- buenosaires.com
- buenosaires-argentina.com   Arhivirana inačica izvorne stranice od 13. rujna 2009. (Wayback Machine)